# Fastnachtsbrunnen (Mainz)

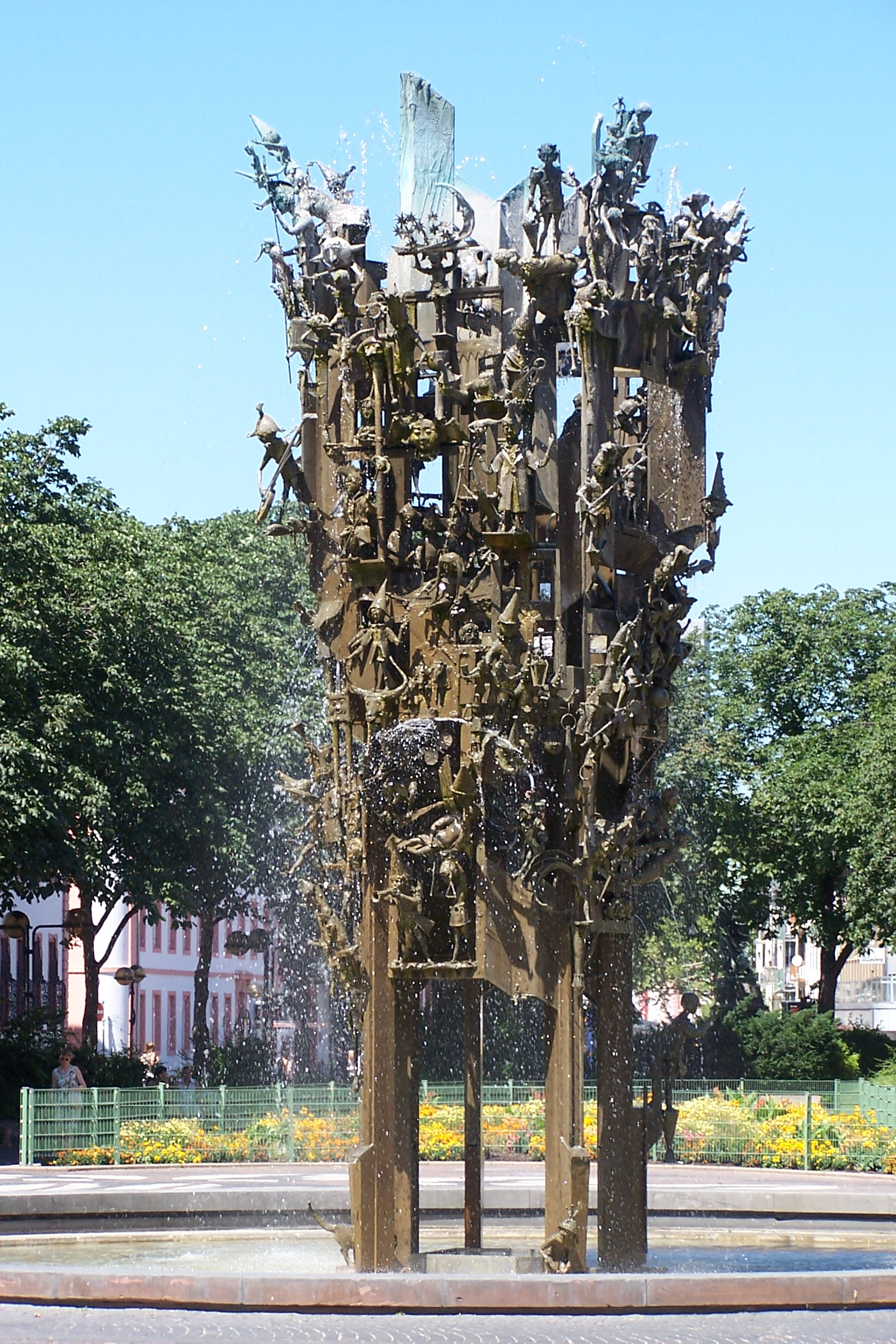
Fastnachtsbrunnen mit vielen närrischen Motiven

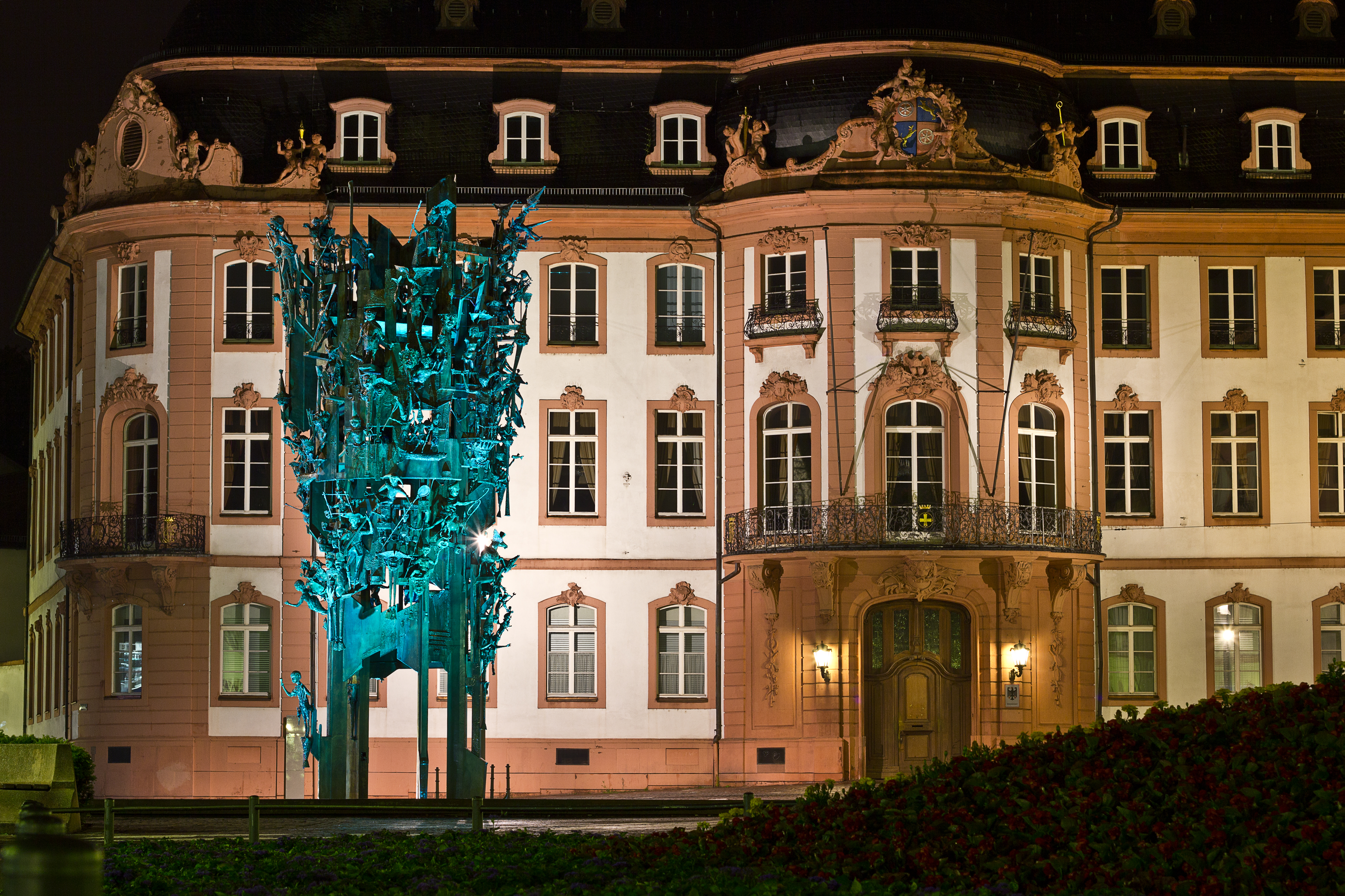
Der beleuchtete Fastnachtsbrunnen bei Nacht vor dem Osteiner Hof

Der Fastnachtsbrunnen in Mainz steht auf dem Schillerplatz an der Ecke Schillerstraße/Ludwigsstraße. Das Denkmal soll die närrische Jahreszeit symbolisieren. Nach dreijähriger Bauzeit wurde es am 14. Januar 1967 enthüllt.

## Stifter
Die Stadt Mainz erbat 1963 bei Mainzer Industriellen die Beteiligung zur Stiftung eines neuen Fastnachtsdenkmals für die noch von Kriegszerstörungen gezeichnete Stadt. Das Getränkeunternehmen Eckes AG aus Nieder-Olm unter Ludwig Eckes folgte dieser Bitte.

## Wettbewerb
Nach einem Wettbewerb wählte eine Jury unter dem Maler und Bildhauer Ewald Mataré unter 234 Vorschlägen den Entwurf des bekannten Münchner Künstlers Blasius Spreng aus. Der Entwurf war das Ergebnis einer Zusammenarbeit von Spreng mit dem Mainzer Architekten Helmut Gräf.

## Gestaltung
Der Fastnachtsbrunnen ist ein fast neun Meter hohes turmartiges Gebilde aus Bronze, das mit mehr als 200 ebenfalls bronzenen Figuren und Allegorien versehen ist. Vater Rhein, der Mönch, der Narr mit seinen Attributen, der Harlekin und der Mann mit dem Brett vor dem Kopf, die Katze, Till Eulenspiegel, der Hanswurst und die Stadtgöttin Moguntia, der Geldbeutelwäscher, Vaganten, Schwellköpp oder Possenreißer und Gaukler sind nur einige der Motive, die einen starken Bezug zur Mainzer Stadt- und Fastnachtsgeschichte aufweisen. Auch Rebenranken sowie Weck, Worscht un Woi sind vertreten.
Der rückwärts auf einem Esel mit dessen Schwanz in der Hand Reitende illustriert eine Ehrenstrafe vergangener Jahrhunderte. Die Narrenzunft in Rottweil verhängte diese Strafe für Männer, die sich von ihren Frauen schlagen ließen. Das Paragraphenzeichen dient zur Verdeutlichung des Strafcharakters.
Insgesamt steht der Narrenturm auf der Spitze des Brunnens, der Umfang verjüngt sich zum Fuß hin. Die Symbolik soll auf die labile Glückswelt der Narren hindeuten. Damit wird auch ausgedrückt, dass Lebensfreude, die durch dieses Denkmal symbolisiert werden soll, etwas Beständiges sei. Weiterhin versinnbildlicht der Brunnen den während der Fastnachtszeit „auf den Kopf gestellten“ Mainzer Dom. Dies ist besonders gut von der Westseite des Schillerplatzes mit Blick über den Fastnachtsbrunnen hin zur Kathedrale erkennbar.
Eingefasst ist der Brunnen mit einem Beckenrund aus rotem Sandstein, das Helmut Gräf gestaltete. Der Fastnachtsbrunnen begrenzt zusammen mit dem Schillerdenkmal auf der gegenüberliegenden Seite den Schillerplatz mit weiteren kleineren Kunstwerken mit Fastnachtsbezug, alten Baumbeständen und großen Blumenrabatten. Die Akzeptanz des Brunnens in der Mainzer Bevölkerung ist hoch.

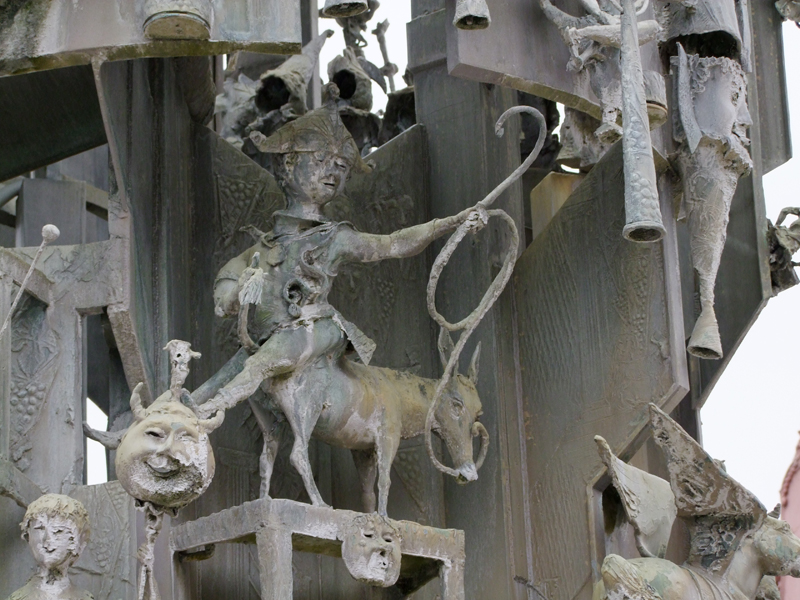
Eselsreiter
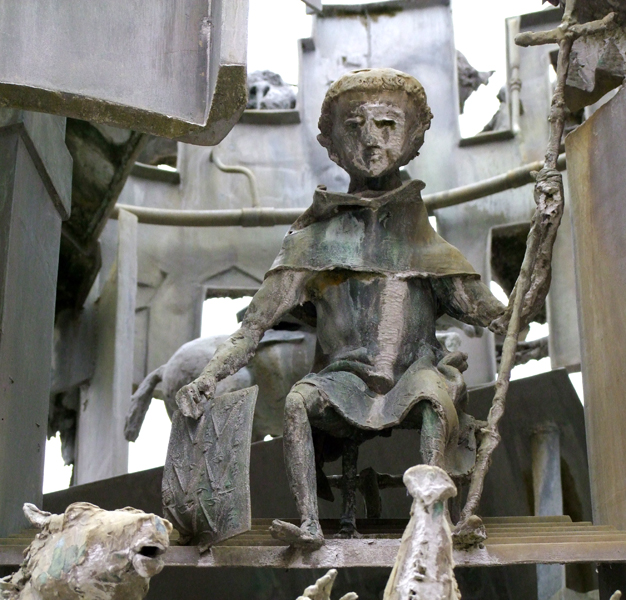
Der Mönch mit den drei Ws
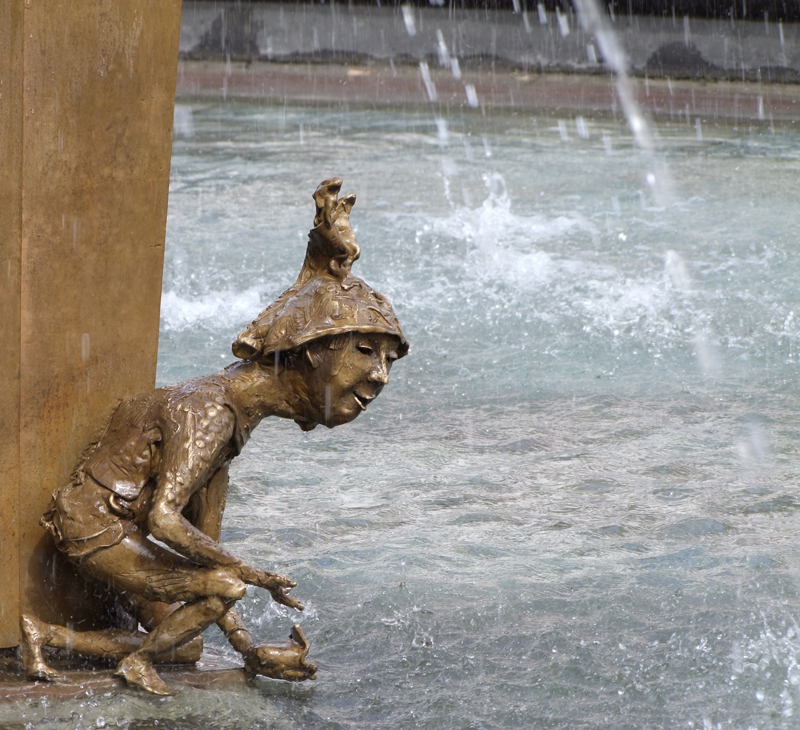
Der Geldbeutelwäscher

## Wettbewerbsmodell
Im Dezember 2008 stand das im Maßstab 1:10 gefertigte, rund 60 Zentimeter hohe und 13 Kilogramm schwere bronzene Wettbewerbsmodell aus dem Nachlass des 1987 verstorbenen Spreng zusammen mit einem Konvolut aus Skizzenmaterial, Fotos, Bebauungspläne und dem Briefwechsel des Künstlers mit Ludwig Eckes und Oberbürgermeister Jockel Fuchs auf der Internetplattform Ebay mit einem Einstiegsgebot von 4800 Euro zum Verkauf. Landesdenkmalpfleger Joachim Glatz äußerte damals die Hoffnung, dass die Mainzer Fastnachtskorporationen gemeinsam dieses wichtige Stück für das Fastnachtsmuseum in die Stadt holen würden.